# Rokunohe
Rokunohe (六戸町, Rokunohe-machi) est un bourg situé dans le district de Kamikita (préfecture d'Aomori), au Japon.

## Géographie

### Situation

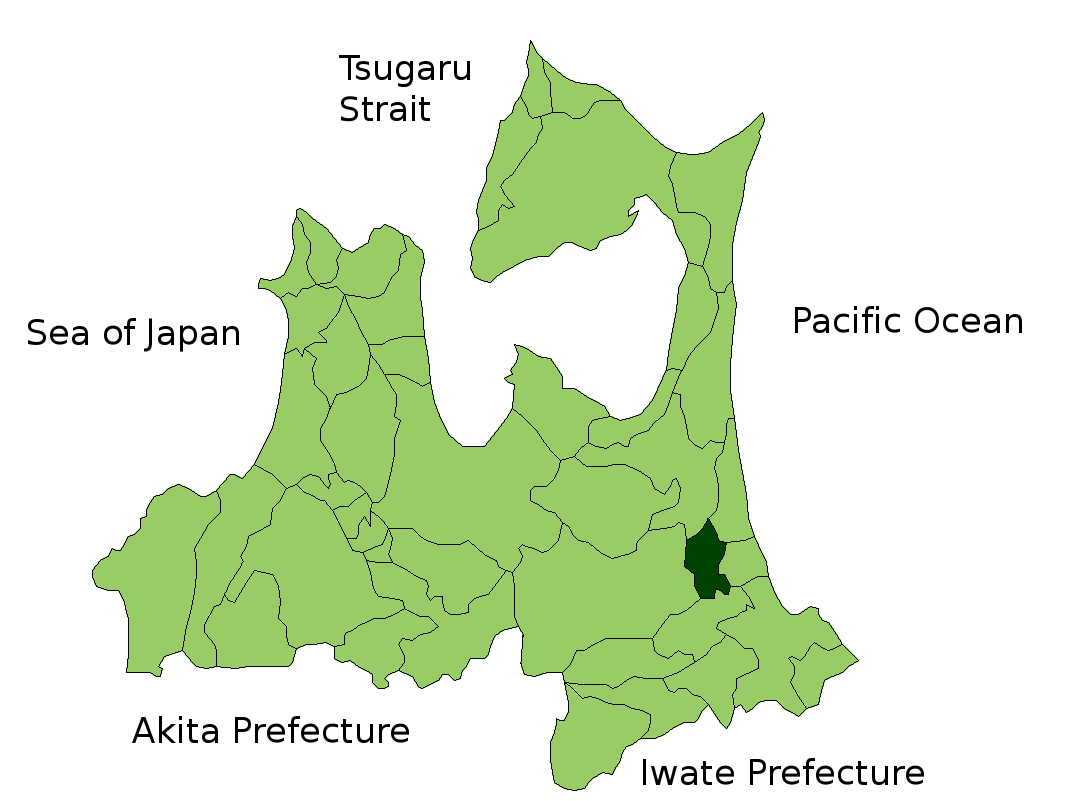
Carte de la préfecture d'Aomori avec le bourg de Rokuhone mis en évidence.

Le bourg de Rokuhone est situé dans l'est de la préfecture d'Aomori, sur l'île de Honshū, au Japon. Il a pour municipalités voisines le bourg de Tōhoku au nord-ouest, la ville de Misawa au nord-est, le bourg d'Oirase à l'est, le bourg de Gonohe au sud et la ville de Towada à l'ouest. La municipalité est traversée par l'Oirase-gawa.

### Démographie
Rokunohe comptait 10 572 habitants lors du recensement du 1er avril 2014.